# 蔣泂
蔣泂（？—？），字愷思，江蘇常熟縣人，中國清朝官員，畫家。

## 生平
康熙五十二年（1713年）二甲十名進士。歷任工部員外郎，升工部郎中。康熙五十四年（1715年）出任雲南按察使司僉事，旋即督雲南學政。
雍正元年（1723年），西北用兵，改涼莊道，以戰功受年羹堯上奏表彰，於雍正三年（1725年），升山西按察使，雍正六年（1728年），遷廣東布政使，次年改山西布政使。雍正十年（1732年），加侍郎銜，前往肅州，經理軍營屯田事宜，在任兩年，開闢湖田十三萬畝，得糧三萬石。此後，被副都御史二格誣陷，以“侵帑誤公”彈劾。總督查郎阿等接連上疏澄清，但蔣泂已病卒。
善繪花鳥。

## 外部連結
- 张家港名贤--屯田侍郎蒋泂 （页面存档备份，存于）